# J (латиниця)
J, j, ȷ («йот») — десята літера латинського алфавіту, присутня в більшості графічних систем на його основі.

## Назва
Латинська назва — йот або йота, французька назва — жі, англійська назва — джей [dʒeɪ], іспанська — хота. В міжнародному фонетичному алфавіті символ [j] позначає палатальний апроксимант. На комп'ютерній клавіатурі з QWERTY-розкладкою, клавіші F й J звичайно виділяється невеликим виступом у вигляді смуги, для зручності набору всліпу. На основі цієї літери було створено ідентичну літеру кириличного алфавіту.

## Історія
За походженням літера J є варіантом I, спорядженим лівим верхнім розчерком. Він використовувався спочатку тільки в римських цифрах, заміняючи I на кінці групи однакових знаків (наприклад XXIIJ чи xxiij замість XXIII чи xxiii). Уперше розрізнення з'явилося в пам'ятках середньоверхньонімецької мови. Першим став розрізняти I і J як символи для різних звуків Джан Джорджо Тріссіно (1478—1550), у своїй роботі Ɛpistola del Trissino de le lettere nuωvamente aggiunte ne la lingua italiana («Тріссінова епістола про літери, недавно додані до італійської абетки»), опублікованій 1524 року. Спочатку обидві ці літери вимовлялися як [i], [iː], [j]. Однак в романських мовах з'являлися звуки, відмінні від колишнього звучання. Так вимова літери J в англійській і французькій мовах сильно відрізняється від вимови I.

## Звук

### Англійська мова
В англійській мові літері J у більшості випадків відповідає африкат [dʒ]. У давньоанглійській фонема /dʒ/ передавалася диграфом cg чи cȝ. Під впливом давньофранцузької, у якій фонема /dʒ/ сходить до латинської /j/, в англійських текстах узвичаюється вжиток i, потім і j для передачі початкового /dʒ/ (наприклад, iest стало записуватися jest), у той час як в інших позиціях стало використовуватися сполучення dg (hedge, sledge). Пізніше багато слів з i (що потім стала писатися j) проникли до англійської як з французької, так і з інших мов (adjoin, junta). Перша англійська книга, де чітко розрізнялися i і j, була видана в 1633 році. У таких запозиченнях, як raj, Azerbaijan, Taj Mahal, та Beijing вимовлення /dʒ/ ближче до звука у мові-джерелі, тому вимовлення її як /ʒ/ слід визнати гіперкорекційною помилкою.

### Інші германські та східноєвропейські мови
У більшості германських мов (крім англійської), всіх слов'янських, що використовують латинський алфавіт, албанській, угорській, фінській і естонській мовах j читається як твердопіднебінний апроксимант [j].

### Романські мови
У романських мовах вимова j видозмінилася від палатального апроксиманта [j] в латинській (у класичній латині замість j для цього звука використовувалася i) до кількох видів фрикативних. У французькій, португальській, каталанській і румунській мовах j вимовляється як дзвінкий заясенний фрикативний [ʒ]. У давньофранцузькій [dʒ] перейшов у [ʒ] приблизно в XIII столітті. У іспанській мові, навпроти, раніший [ʝ] втратив дзвінкість і перетворився на [x].
У новолатинській мові літера вимовляється як [j]. Така ж вимова в есперанто.
У сучасній італійській мові літера J використовується в основному в запозичених словах. До XIX століття J використовувалася в дифтонгах замість I, замість заключного -ii і при розбитті групи голосних (як у слові Savoja).

### Інші мови
В азербайджанській, туркменській і турецькій мовах вимовляється як дзвінкий заясенний фрикативний [ʒ]. Така ж вимова в індонезійській, сомалійській, малайській, ігбо та зулу. У татарській передає схожий дзвінкий ретрофлексний фрикативний звук [ʐ].

## Інше використовування

### Велика літера
- У міжнародному коді автомобільних номерів — позначення Японії.
- У метричній системі одиниць — латиничне позначення джоуля (кириличне — Дж).

### Мала літера
- У математиці — позначення однієї з уявних одиниць кватерніонів.

## Способи кодування
В юнікоді велика літера J записується U+004A, а мала j — U+006A. Юнікод також включає варіант без крапки ȷ (U+0237), для використання з різними діакритичними знаками.
Код ASCII для великої J — 74, для малої j — 106; або у двійковій системі 01001010 та 01101010, відповідно.
Код EBCDIC для великої J — 209, для малої j — 145.
NCR код HTML та XML — «&#74;» та «&#106;» для великої та малої літер відповідно.
| Фонетичний алфавіт НАТО   | Фонетичний алфавіт НАТО | код Морзе                       | код Морзе    |
| Juliet                    | Juliet                  | ·–––                            | ·–––         |
|                           |                         |                                 | ⠚            |
| Морський прапорний сигнал | Семафорна абетка        | Американська жестова мова (ASL) | Шрифт Брайля |